# Xarxa en anell

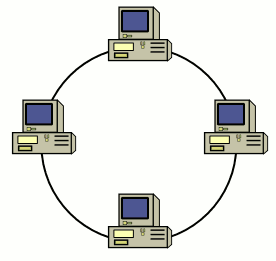
Xarxa en anell

En informàtica, la xarxa en anell és una topologia de xarxa on cada node té una única connexió d'entrada i una altra de sortida. Cada node es connecta amb el següent fins a l'últim que s'ha de connectar amb el primer. D'aquesta manera, es forma un camí unidireccional tancat format per enllaços punt a punt entre cada node.
La fiabilitat d'aquesta topologia és semblant a la de Bus, encara que ens permet detectar-hi amb més facilitat les fallades. Al contrari del que sembla, si falla un equip el camí no queda tallat gràcies a circuits de commutació col·locats a les interficies dels nodes. Algunes xarxes augmenten la seva fiabilitat emprant un doble anell com és el cas de la FDDI.
Distingim dos tipus, si el control no és centralitzat parlem d'anell estrictament, mentre que si hi ha un node que gestionar el comportament de la xarxa en parlem de bucle.

## Avantatges
- El creixement del sistema té un mínim impacte en el rendiment.
- Tots els nodes tenen el mateix accés.
- Cada node actua com a repetidor, això permet que la xarxa tingui una gran extensió.
- No requereix encaminament.
- És més estable que una xarxa Ethernet.
- Requereix poca quantitat de cablejat.
- Fàcil extensió de longitud, ja que el MAU està dissenyat com a repetidor.

## Desavantatges
- Normalment és la més cara.
- La fallada d'un node afecta la resta.
- Molt susceptible a errors de xarxa.
- Més car que el Ethernet.
- Un error en un node impedeix l'ús de tota la xarxa.
- El software de cada node és molt més complex.
- Només un ordinador pot estar enviant informació alhora.